# 岡谷健広
岡谷 健広（おかや たけひろ、1973年10月17日 - ）は、日本の経営者。岡谷鋼機代表取締役社長。

## 経歴
東京都出身。1996年慶應義塾大学法学部卒業。1997年アメリカ国際経営大学院（現サンダーバード国際経営大学院）国際経営学修士課程（MIM）修了。1999年バブソン・カレッジ大学院経営学修士課程（MBA）修了、フィデリティ投信入社。2003年岡谷鋼機入社。2009年同社監査役。2011年同社常務取締役。2018年同社専務取締役。2021年同社代表取締役社長、日本鉄鋼連盟理事。

## 親族
前任の岡谷鋼機代表取締役社長の岡谷篤一は父。